# كنعان الأسود
كنعان الأسود (بالإنجليزية: Black Canaan)‏ هي قصة قصيرة بقلم روبرت هوارد ونشرت أصلا في عدد يونيو 1936 من مجلة حكايات غريبة. وهي قصة رعب إقليمية تتبع الأسلوب القوطي الجنوبي، وإحدى عدد من هذه القصص التي كتبها هوارد وتقع في غابات الصنوبر في منطقة أركالاتكس من جنوب الولايات المتحدة. وتشمل القصص ذات الصلة «ظل الوحش»، «كلب الموت الأسود»، «قمر زامبيبوي»، «حمام الجحيم».